# Gare de Hagiyama
La gare de Hagiyama (萩山駅, Hagiyama-eki) est une gare ferroviaire située à Higashimurayama, à Tokyo au Japon. La gare est exploitée par la compagnie Seibu.

## Situation ferroviaire
La gare est située au point kilométrique (PK) 1,1 de la ligne Seibu Haijima et au PK 4,6 de la ligne Seibu Tamako.

## Historique
La gare est inaugurée le 6 avril 1928.

## Service des voyageurs

### Accueil
La gare dispose d'un bâtiment voyageurs, avec guichets, ouvert tous les jours.

### Desserte
- Ligne Seibu Tamako :
  - voies 1 et 3 : direction Kokubunji
  - voies 1 et 2 : direction Tamako
- Ligne Seibu Haijima :
  - voie 2 : direction Haijima
  - voie 3 : direction Kodaira et Seibu-Shinjuku